# Powódź w Hiszpanii (2024)
Powódź w Hiszpanii – powódź błyskawiczna, która nawiedziła wschodnią część Hiszpanii w październiku 2024 roku. Powódź spowodowała poważne zniszczenia infrastruktury, straty materialne oraz kryzys humanitarny. W wyniku powodzi zginęło co najmniej 230 osób.
Powódź objęła wschodnią część kraju, przede wszystkim prowincję Walencję (gminy Paiporta, Massanassa, Alfafar i Chiva), oraz wspólnoty autonomiczne Kastylia-La Mancha i Andaluzję we wtorek i środę 29 i 30 października. W jej wyniku liczba ofiar śmiertelnych przekroczyła 200 osób, a na terenie kraju ogłoszono żałobę narodową.

## Przyczyny
Powódź była wynikiem intensywnych burz i gwałtownych opadów deszczu, które spowodowały natychmiastową powódź na ulicach miast. Doszło do tego wskutek zjawiska określanego popularnie skrótowcem DANA (hiszp. depresión aislada en niveles altos, lub „zimna kropla”) które powstaje, gdy zimne powietrze napotyka ciepłe i wilgotne masy znad Morza Śródziemnego. Powódź miała charakter błyskawiczny. W jednej z miejscowości w okolicach Walencji spadło 491 mm deszczu, co odpowiada rocznej sumie opadów w niektórych regionach.
To najpoważniejsza katastrofa tego typu w Hiszpanii od 1973 roku, kiedy w wyniku ulewnych deszczów, które doprowadziły do zniszczeń w kilku miastach w Murcji i Andaluzji, zginęło około 300 osób. Wynika to z faktu, że Hiszpania zlikwidowała kilkaset tam w ostatnich latach.

### Przed powodzią
Pierwsze prognozy o nadciągającej DANA zaczęły pojawiać się ze znacznym wyprzedzeniem (już tydzień przed kataklizmem), a meteorolodzy wyraźnie informowali o możliwych poważnych skutkach, mimo to władze regionalne Walencji podjęły działania ostrzegawcze dla mieszkańców z dużym opóźnieniem. W weekend przed powodzią synoptycy alarmowali, o nadchodzącym zjawisku, jednak część opinii publicznej zlekceważyła te ostrzeżenia jako „straszenie apokalipsą”. W niedzielę i poniedziałek wydano pierwsze oficjalne alerty, a we wtorek rano, 29 października, hiszpańska agencja meteorologiczna ogłosiła czerwony alarm dla zagrożonych regionów, w tym dla Walencji, gdzie przed południem rozpoczęły się intensywne opady. Wkrótce ogłoszono także specjalne ostrzeżenie. Portal climatica.coop podkreślił, że pomimo licznych alarmów powiadomienia telefoniczne dla mieszkańców regionu (podobne do polskich alertów RCB) władze Walencji wysłały dopiero po godzinie 20:00, gdy powódź już trwała.

## Przebieg

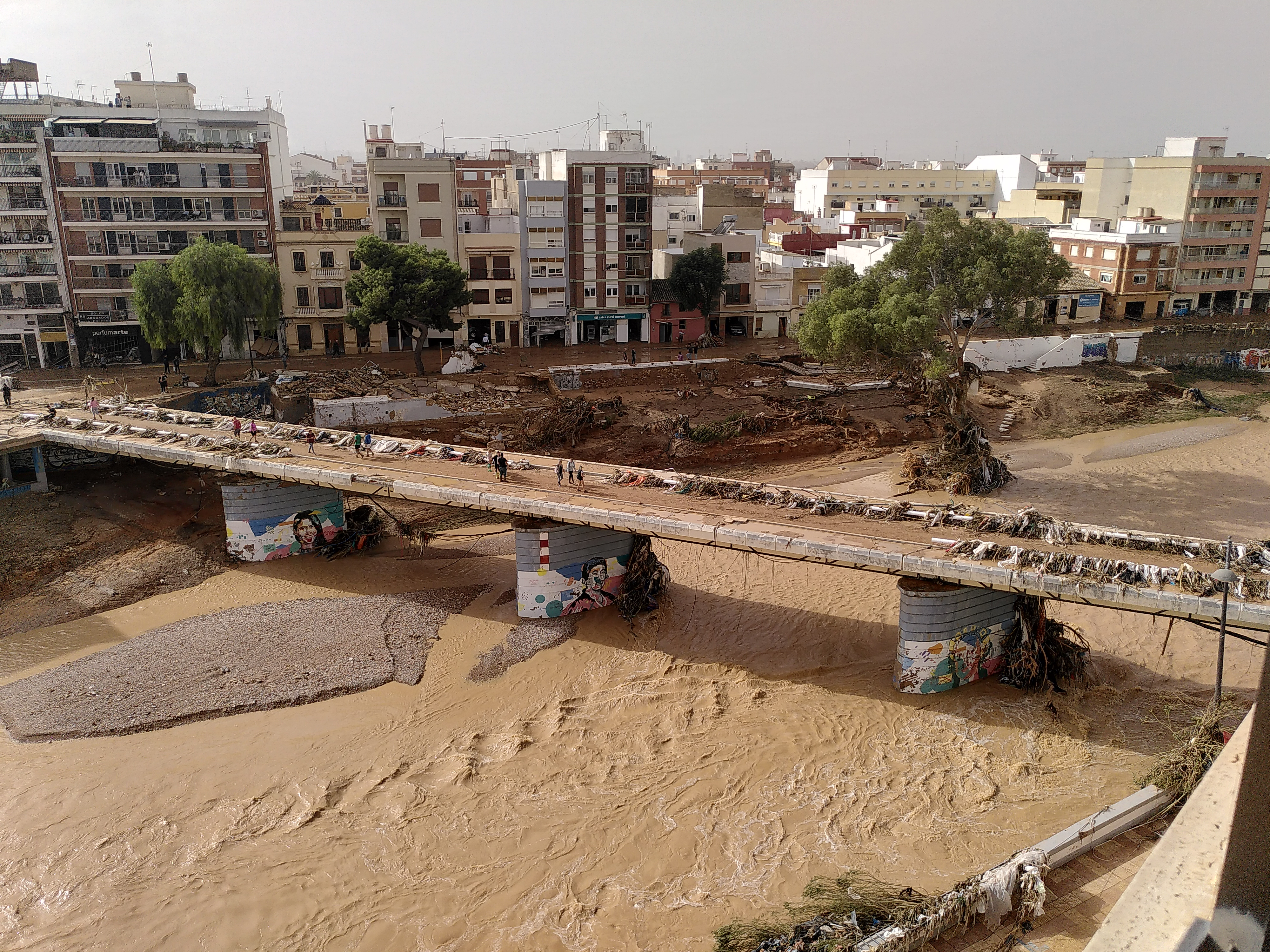
Rzeka Turia po powodzi

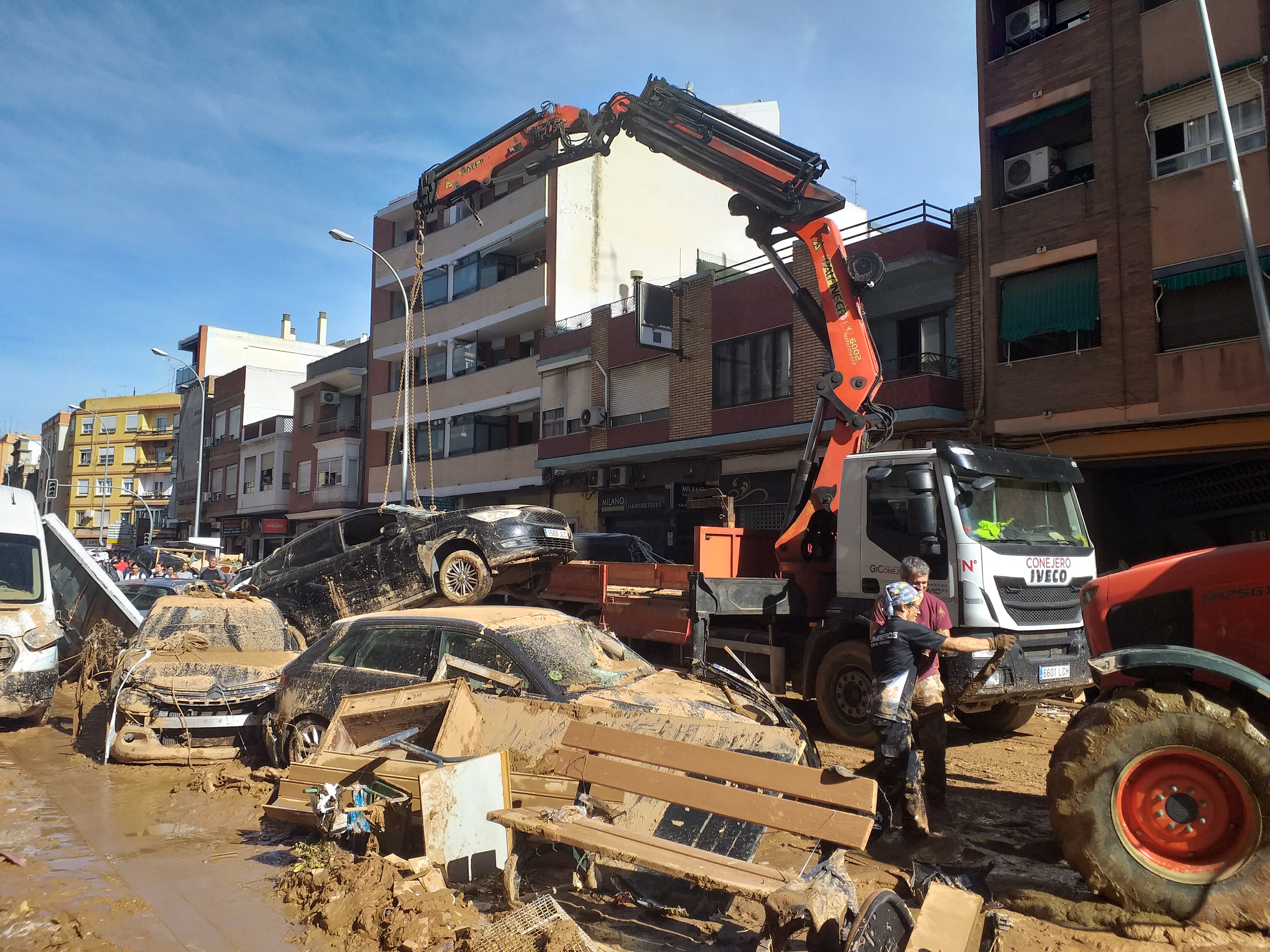
Wolontariusze sprzątają efekty powodzi w Benetússer

Gwałtowny spadek temperatury, opady i burze wystąpiły od rana 29 października w okolicy Walencji. Około południa 29 października rzeki w obszarach dotkniętych powodzią, zaczęły występować z koryt i zalewać miejscowości. Po godzinie 15, miasto Utiel zostało całkowicie zalane, a do wieczora tego samego dnia powódź dotknęła wiele innych miejscowości w dorzeczu rzeki Turia i równoległego do niej suchego zazwyczaj kanału Rambla del Poyo w prowincji Walencja, gdzie odnotowano przepływ aż 2300 m³/s. 29 października na stacji meteorologicznej w Mas de Calabarra, części miejscowości Turís zanotowano rekordowe w Hiszpanii wskazania. Wieczorem, niesamowite 42 l/m² deszczu w 10 minut, w godzinę przyroda ustanowiła opad wynoszący 184,6 l/m², a opad dobowy wyniósł 771.8 l/m². W rejonie gminy Chiva odnotowano w ciągu kilku godzin opad przekraczający 445 litrów deszczu na metr kwadratowy. W nocy z 29 na 30 października potwierdzono pierwsze ofiary kataklizmu, przeciążone zostały linie alarmowe numeru 112, a nad ranem 30 października sytuacja w wielu miejscach wschodniej Hiszpanii była katastrofalna. Bardzo zła sytuacja była również w pobliżu dróg ekspresowych A3 i A7 oraz ponad 70 lokalnych drogach. W dniu 30 października do podtopień doszło także w dorzeczu rzeki Ebro w południowej Katalonii, gdzie spadło 120 litrów deszczu na m². W kolejnych dniach od 31 października do 4 listopada we wschodniej Hiszpanii (głównie w Katalonii), występowały liczne mniejsze podtopienia i wezbrania rzek oraz wydawano tam ostrzeżenia meteorologiczne najwyższego poziomu.

### Ofiary
Ofiary powodzi według narodowości
| Państwo         | Liczba ofiar |
| --------------- | ------------ |
| Hiszpania       | 194          |
| Rumunia         | 9            |
| Maroko          | 6            |
| Chiny           | 4            |
| Wielka Brytania | 3            |
| Bułgaria        | 1            |
| Ekwador         | 1            |
| Holandia        | 1            |
| Kolumbia        | 1            |
| Paragwaj        | 1            |
| Tunezja         | 1            |
| Ukraina         | 1            |
| Wenezuela       | 1            |
| Razem           | 224          |

Wg stanu na 11 listopada 2024 r. z powodu zjawiska zmarły 222 osoby: w tym 214 w rejonie Walencji (w tym w gminie Paiporta 60 osób), 7 w Kastylii-La Manchy, 2 w Andaluzji. 28 listopada 2024 r. zaginione są 4 osoby.
Wśród ofiar klęski żywiołowej znaleźli się także cudzoziemcy wśród których trzej stanowili obywatele Wielkiej Brytanii powyżej 70 lat w tym starsze małżeństwo oraz kobieta z Bułgarii.

### Następstwa

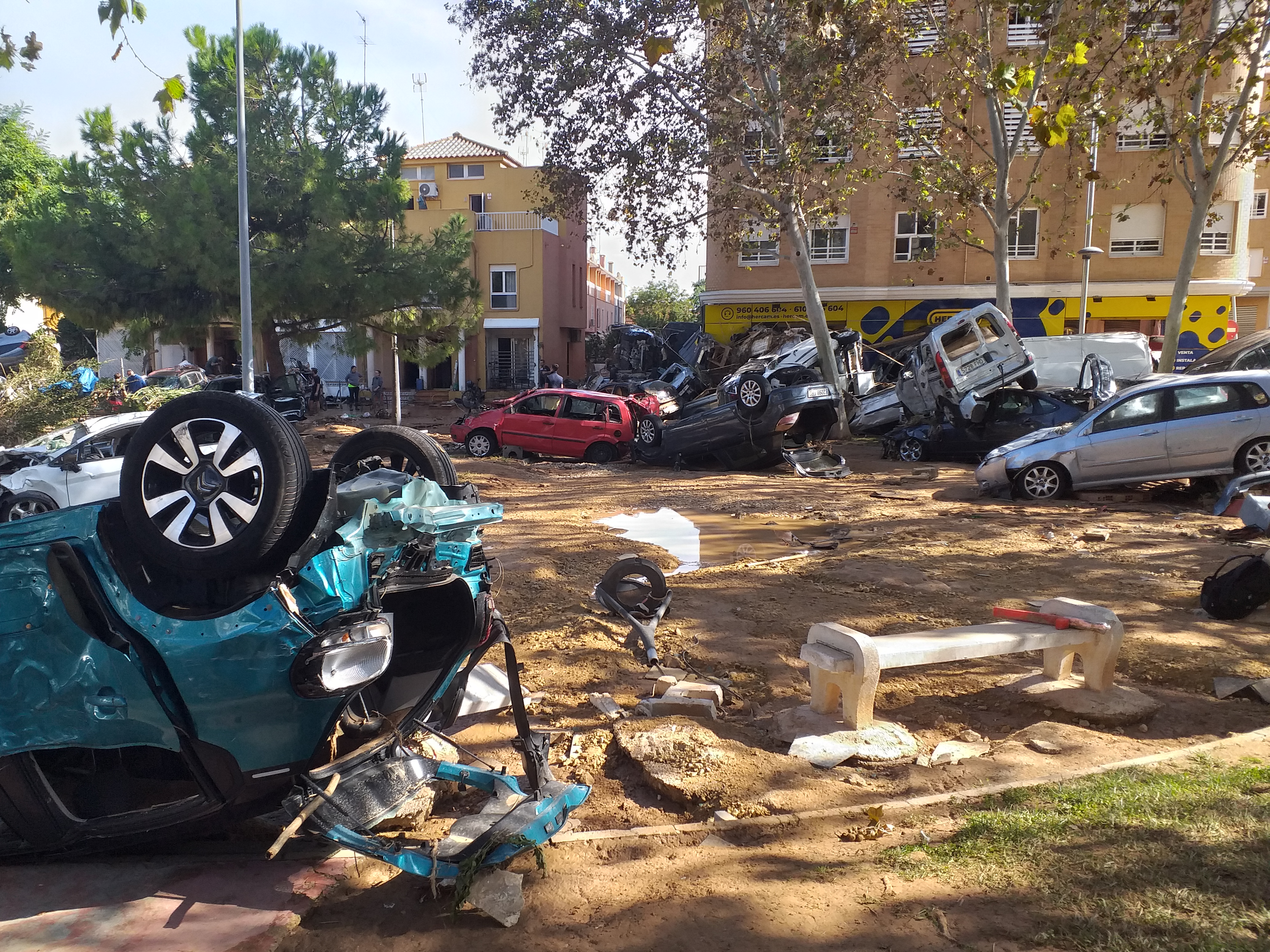
Zniszczenia po powodzi w Benetússer

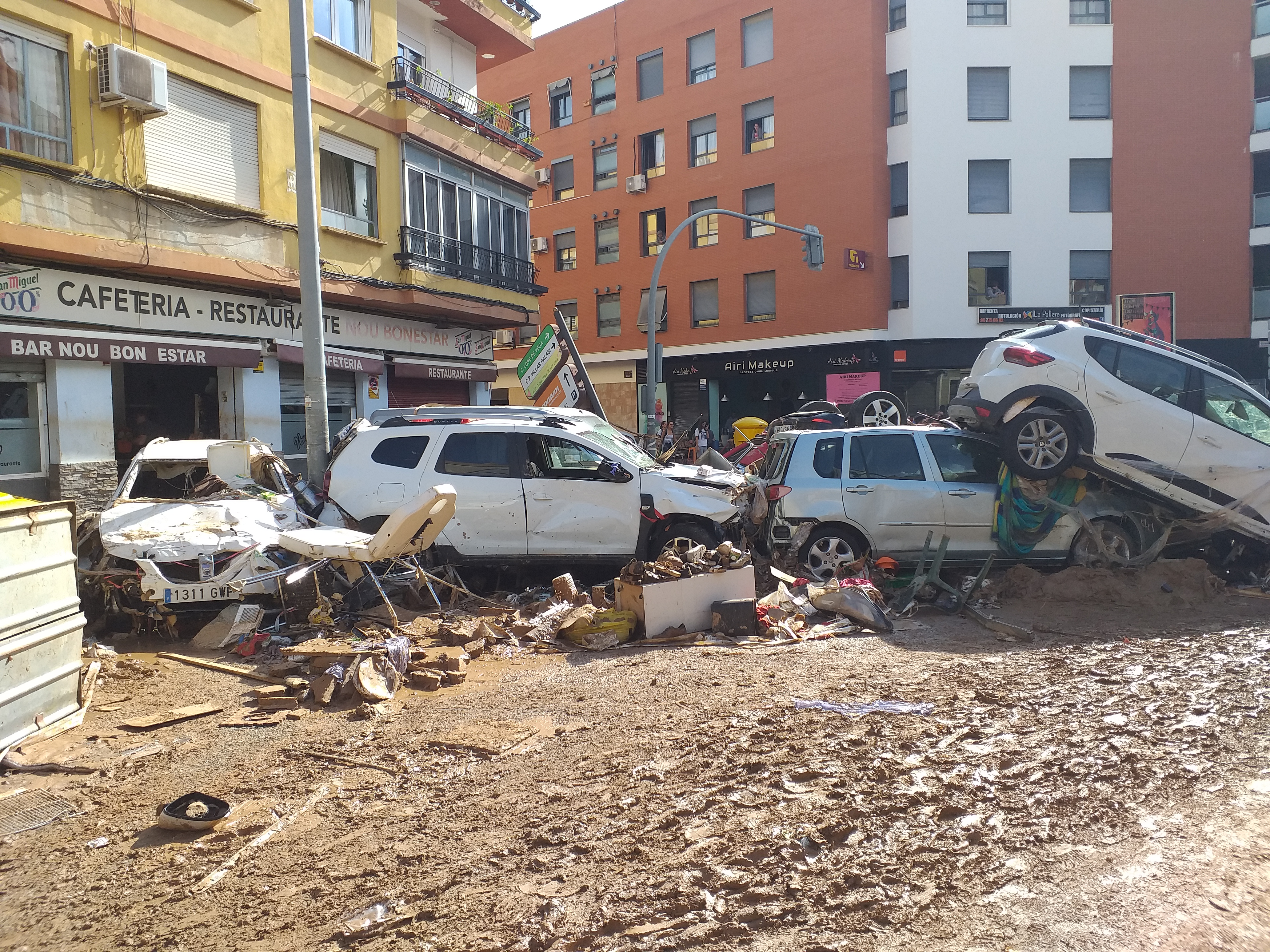
Zniszczenia po powodzi w Benetússer

Rwąca woda zniszczyła wiele domów i samochodów, niszczyła mosty, zalewała miejscowości mułem i odcinała je od dostaw wody oraz prądu powodując także całkowity paraliż komunikacyjny. Uszkodzeniu uległo wiele lokalnych linii kolejowych, utrudnienia wystąpiły także na linii Madryt-Walencja i Walencja-Barcelona - linii kolejowych dużych prędkości, gdzie wstrzymano ruch pociągów. 

### Akcja ratunkowa
Przez wiele dni po powodzi wciąż poszukiwane były ciała ofiar, które są uwięzione w zniszczonych pojazdach. Hiszpańska żandarmeria przeprowadziła 3,4 tysiąca akcji ratunkowych w samej prowincji Walencja, skupiając się zarówno na ratowaniu ludzi, jak i ochronie przed kradzieżami. Policja zatrzymała 39 osób za grabieże w sklepach na obszarach dotkniętych kataklizmem. 
W akcji ratunkowej uczestniczyły liczne jednostki straży pożarnej z kilku regionów Hiszpanii (ponad 2 000 strażaków) oraz jednostka z Francji. Według danych z 11 listopada 2024 r. w akcji ratunkowej uczestniczyło także 8 474 żołnierzy, 22 psychologów wojskowych i 2 psychiatrów. Użyto 2 031 jednostek sprzętu m.in. 14 helikopterów, 105 wozów inżynieryjnych, 1 790 ciężarówek, 32 drony. Służby cywilne skierowały 9 728 osób, w tym 8 psychologów, 4 438 policjantów, 5 290 agentów gwardii cywilnej i 1 784 jednostek sprzętu, w tym 1 samolot i 10 helikopterów. Naprawiono 139 kilometrów zniszczonych dróg.

## Reakcje
Rząd Hiszpanii wprowadził trzydniową żałobę narodową. Premier Pedro Sánchez wraz z liderem opozycji, Alberto Núñez Feijóo, odwiedzili centrum kryzysowe w Walencji, zapewniając mieszkańców o wsparciu. Wszystkie mecze zaplanowane na weekend po katastrofie w regionie Walencji zostały odwołane. Dotyczyło to również sobotnich spotkań, w których Real Madryt miał zmierzyć się z Valencią CF, a Villarreal z Rayo Vallecano. Do Walencji przybył okręt hiszpańskiej marynarki wojennej Galicia z setką żołnierzy piechoty morskiej, sprzętem i żywnością, a w całym zalanym rejonie na pomoc przyjechało około 7,5 tysiąca żołnierzy.
W niedzielę 3 listopada JKM Filip VI, Letycja oraz premier hiszpański Pedro Sánchez odwiedzili obszary zniszczone przez powódź, m.in. Walencję i mocno dotkniętą Paiportę. Emocje mieszkańców były bardzo intensywne; w stronę króla Filipa i królowej rzucano błotem, kamieniami i patykami. Ochrona i służby ratunkowe otoczyły monarchę, starając się osłonić go własnymi ciałami oraz parasolem. Premier Sánchez również spotkał się z wrogością zgromadzonych, po licznych okrzykach i wyzwiskach w jego stronę, tłum zaczął rzucać w niego kamieniami i błotem. P.Sánchez uciekł jak tchórz oraz odjechał samochodem ochrony. Sytuacja wymagała interwencji policji konnej, która rozproszyła rozwścieczonych mieszkańców, poszkodowanych, pozostawionych de facto bez pomocy Królestwa.

### Reakcje międzynarodowe
Z różnych europejskich krajów, w tym z Polski, napłynęły kondolencje i oferty wsparcia do Hiszpanii. Papież Franciszek w przesłaniu wideo wyraził słowa otuchy i zapewnienia o modlitwie. W środę 30 października przedstawiciele Unii Europejskiej ogłosili zamiar udzielenia pomocy. Król Maroka, Mohamed VI, przesłał kondolencje hiszpańskiej parze królewskiej oraz rządowi Hiszpanii.
Ambasada Polski w Madrycie opuściła flagę do połowy masztu, jako znak żalu po ofiarach powodzi.